# Nomada cuneata
Nomada cuneata là một loài Hymenoptera trong họ Apidae. Loài này được Robertson mô tả khoa học năm 1903.